# Kalinowa (wieś w powiecie kutnowskim)
Kalinowa – wieś w Polsce, położona w województwie łódzkim, w powiecie kutnowskim, w gminie Kutno.
W latach 1975–1998 miejscowość należała administracyjnie do województwa płockiego. Według Narodowego Spisu Powszechnego Ludności i Mieszkań z 2011 roku liczba ludności we wsi Kalinowa to 97.
We wsi znajdują się ruiny okazałego dworu rodziny Olszyńskich zbudowanego w XIX wieku. W latach 70. XX wieku obiekt opuszczono i dziś jest w ruinie.